# Villanova (Córsega do Sul)
Villanova é uma comuna francesa na região administrativa de Córsega, no departamento de Córsega do Sul. Estende-se por uma área de 11,25 km². 